# Estadio Revolución
Das Estadio (de la) Revolución ist das älteste Stadion in der mexikanischen Stadt Torreón im Bundesstaat Coahuila. In den 1960er Jahren diente es als Heimspielstätte des ortsansässigen Fußballvereins CF Torreón, der hier auch während seiner ersten Spielzeit 1969/70 in der mexikanischen Primera División residierte und am 25. Mai 1969 in diesem Stadion das Hinspiel um den mexikanischen Fußballpokal derselben Saison 1969/70 gegen Mexikos populärsten Verein Chivas Guadalajara bestritt, das 1:2 verloren wurde (Rückspiel 2:3).

## Geschichte
Das Stadion wurde 1932 im Auftrag der Regierung des mexikanischen Bundesstaates Coahuila von dem Ingenieur Zeferino Domínguez erbaut, der in den 1930er und 1940er Jahren zu den bedeutendsten Architekten von Coahuila gehörte. 
Das heute im Stadtzentrum gelegene Stadion befindet sich auf einem ehemaligen Militärgelände, das sich zum Zeitpunkt seiner Konstruktion noch am Rand der seinerzeit viel kleineren Stadt befand. Die Baukosten des damals hinsichtlich seiner Bauweise in Mexiko unvergleichlichen Stadions beliefen sich auf rund 250.000 mexikanische Pesos. 
Das ursprünglich für diverse Sportarten konzipierte Stadion gilt seit den 1940er Jahren vor allem als Baseballstadion und wird seither von den Vaqueros Laguna als Heimspielstätte genutzt. Darüber hinaus wird es aber auch für andere Ereignisse, wie zum Beispiel Konzerte genutzt. So trat hier am 24. Mai 2007 Shakira auf.